# حسن نجفی منش

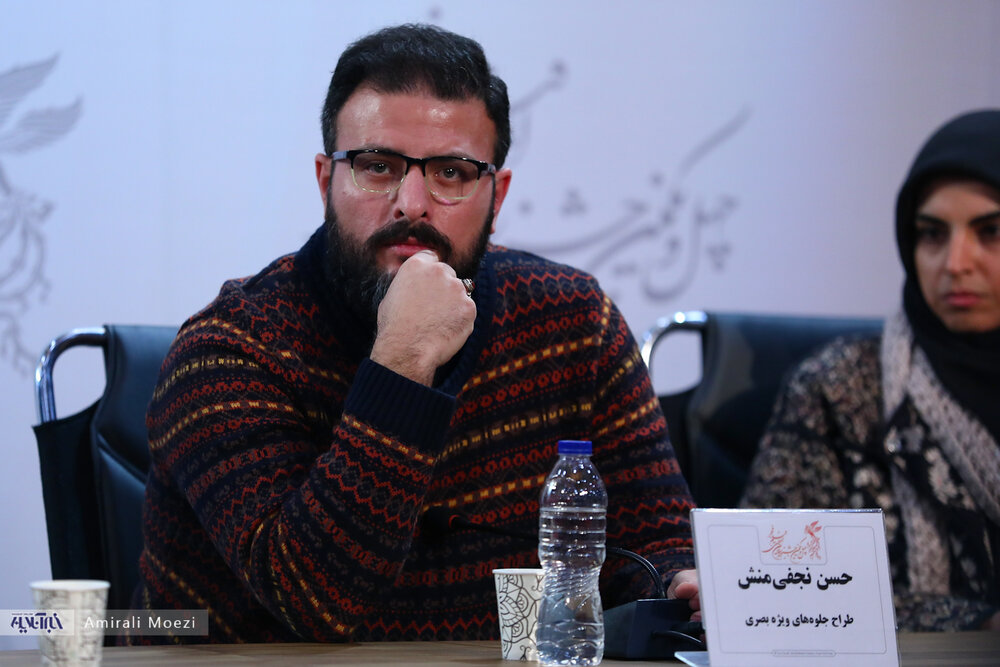
حسن نجفی منش در چهل و یکمین جشنواره بین‌المللی فیلم فجر برای فیلم سینمایی اتاقک گلی به کارگردانی محمد عسگری

محمد حسن نجفی منش طراح جلوه‌های بصری (VFX) می‌باشد. وی در ۲۴ اردیبهشت ۱۳۶۶ به دنیا آمد. در رشتهٔ مهندسی هوا و فضا در دانشگاه علوم و تحقیقات به تحصیل پرداخت. سپس دوره کاردانی سینما را در دانشگاه صدا و سیما گذراند. وی از سال ۱۳۹۲ با دستیاری سینا قویدل در بخش جلوه‌های بصری فیلم سینمایی چاقی به دنیای سینما پا گذاشت و در سال ۱۳۹۵ با تأسیس استودیو لِکسِل فعالیت خود را در حوزهٔ جلوه‌های بصری و رنگ فیلم به صورت مستقل ادامه داد.
در سال ۱۴۰۰ موفق به دریافت سیمرغ بلورین برای فیلم دسته دختران به کارگردانی منیر قیدی و تهیه‌کنندگی محمد رضا منصوری از چهلمین دورهٔ جشنواره فیلم فجر در بخش بهترین جلوه‌های بصری گردید.

## فعالیت حرفه ای

### سینما
| سال تولید | نام فیلم                    | کارگردان           | تهیه‌کننده                 | نوع فعالیت                             |
| --------- | --------------------------- | ------------------ | ------------------------- | -------------------------------------- |
| ۱۳۹۳      | چاقی                        | راما قویدل         | علیرضا جلالی حمید آخوندی  | دستیار-جلوه‌های بصری                    |
| ۱۳۹۴      | من                          | سهیل بیرقی         | سعید سعدی سعید خانی       | دستیار-جلوه‌های بصری                    |
| ۱۳۹۵      | ارادتمند؛ نازنین بهاره تینا | عبدالرضا کاهانی    | عبدالرضا کاهانی سعید خانی | دستیار-جلوه‌های بصری                    |
| ۱۳۹۵      | ایستگاه اتمسفر              | مهدی جعفری         | علیرضا قاسم خان           | دستیار-تدوین                           |
| ۱۳۹۵      | ماه گرفتگی                  | مسعود اطیابی       | هادی انباردار             | سوپروایزر-جلوه‌های بصری اصلاح رنگ و نور |
| ۱۳۹۶      | تگزاس                       | مسعود اطیابی       | ابراهیم عامریان           | سوپروایزر-جلوه‌های بصری                 |
| ۱۳۹۷      | اینجا خانهٔ من است           | خیرالله تقیانی پور | جواد نوری                 | سوپروایزر-جلوه‌های بصری                 |
| ۱۳۹۷      | دینامیت                     | مسعود اطیابی       | ابراهیم عامریان           | سوپروایزر-جلوه‌های بصری                 |
| ۱۳۹۷      | تختی                        | بهرام توکلی        | سعید ملکان                | دستیار-جلوه‌های بصری                    |
| ۱۳۹۸      | تگزاس ۲                     | مسعود اطیابی       | ابراهیم عامریان           | سوپروایزر-جلوه‌های بصری                 |
| ۱۳۹۷      | انفرادی                     | مسعود اطیابی       | ابراهیم عامریان           | سوپروایزر-جلوه‌های بصری                 |
| ۱۳۹۸      | سلیم                        | وحید پاکزاد        | سید محسن طباطبائی پور     | سوپروایزر-جلوه‌های بصری                 |
| ۱۳۹۹      | نارگیل ۲                    | داود اطیابی        | ابراهیم عامریان           | سوپروایزر-جلوه‌های بصری                 |
| ۱۳۹۹      | پیله و بهار                 | محمد صالحی نژاد    | مهدی اکبری                | سوپروایزر-جلوه‌های بصری اصلاح رنگ و نور |
| ۱۳۹۹      | دسته دختران                 | منیر قیدی          | محمد رضا منصوری           | سوپروایزر-جلوه‌های بصری                 |
| ۱۴۰۱      | چرا گریه نمی‌کنی؟            | علیرضا معتمدی      | سید رضا محقق              | سوپروایزر-جلوه‌های بصری                 |
| ۱۴۰۱      | زمانی در ابدیت              | مهدی نوروزیان      | نیکی کریمی                | سوپروایزر-جلوه‌های بصری                 |
| ۱۴۰۱      | اتاقک گلی                   | محمد عسگری         | داود صبوری                | سوپروایزر-جلوه‌های بصری                 |
| ۱۴۰۲      | هتل                         | مسعود اطیابی       | محمد شایسته               | سوپروایزر-جلوه‌های بصری                 |

## سریال نمایش خانگی
| سال تولید | نام سریال  | کارگردان          | تهیه‌کننده         | نوع فعالیت                |
| --------- | ---------- | ----------------- | ----------------- | ------------------------- |
| ۱۳۹۶      | گلشیفته    | بهروز شعیبی       | علی اکبر نجفی     | دستیار-جلوه‌های بصری       |
| ۱۳۹۸      | دل         | منوچهر هادی       | جواد فرحانی       | سوپروایزر-جلوه‌های بصری    |
| ۱۳۹۹      | گیسو       | منوچهر هادی       | هومن کبیری        | سوپروایزر-جلوه‌های بصری    |
| ۱۴۰۱      | آنتن       | ابراهیم عامریان   | ابراهیم عامریان   | سوپروایزر-جلوه‌های بصری    |
| ۱۴۰۲      | آمرلی      | احمد ابراهیم احمد | امیرمهدی پوروزیری | سوپروایزر-جلوه‌های بصری    |
| ۱۴۰۳      | اکازیون    | سید مسعود اطیابی  | حسین میرطاووسی    | سوپروایزر-جلوه‌های بصری    |
| ۱۴۰۳      | افعی تهران | سامان مقدم        | جواد فرحانی       | جلوه‌های بصری(قسمت 5 تا 8) |

## سریال تلویزیونی
| سال تولید | نام سریال             | کارگردان        | تهیه‌کننده         | نوع فعالیت                             |
| --------- | --------------------- | --------------- | ----------------- | -------------------------------------- |
| ۱۳۹۴      | معمای شاه             | محمد رضا ورزی   | علی لدنی          | دستیار-جلوه‌های بصری                    |
| ۱۳۹۵      | در قصه‌ها زندگی می‌کنند | داود بیدل       | محمد هادی پروین   | تیتراژ                                 |
| ۱۳۹۶      | سریال تلاطم           | وحید بیطرفان    | کرامت پورشهسواری  | سوپروایزر-جلوه‌های بصری اصلاح رنگ و نور |
| ۱۳۹۸      | کتونی زرنگی           | علی ملا قلی پور | محمد رضا شفاه     | سوپروایزر-جلوه‌های بصری                 |
| ۱۳۹۸      | جلال ۲                | حسن نجفی        | علیرضا جلالی      | سوپروایزر-جلوه‌های بصری                 |
| ۱۴۰۳      | دربندون               | حسن لفافیان     | امیرمهدی پوروزیری | سوپروایزر-جلوه‌های بصری اصلاح رنگ و نور |

## تدریس
- دانشگاه هنر و معماری پارس از سال ۱۳۹۹
- دانشگاه صدا و سیما از سال ۱۴۰۱

## جوایز و نامزدی‌ها
- جایزه بهترین دستاورد هنری برای فیلم سینمایی " اینجا خانهٔ من است" از هفتمین دوره جشنواره فیلم شهر
- جایزهٔ سیمرغ بلورین برای بهترین جلوه‌های بصری فیلم سینمایی " دسته دختران " در چهلمین دوره جشنواره فیلم فجر
- جایزه بهترین طراح جلوه‌های ویژه فیلم کوتاه " نوشابه مشکی " از سی و نهمین دوره جشنواه فیلم کوتاه تهران
- جایزه بهترین دستاورد هنری برای فیلم کوتاه " نوشابه مشکی" از هشتمین دوره جشنواره فیلم شهر
- جایزه بهترین جلوه‌های بصری برای فیلم سینمایی " دسته دختران" از هفدهمین دوره جشنواره فیلم مقاومت